# Liste des édifices labellisés « Architecture contemporaine remarquable » de la Dordogne
Cet article recense les édifices labellisés « Architecture contemporaine remarquable » de la Dordogne, en France.
Le label « Architecture contemporaine remarquable » remplace depuis 2016 l'ancien label « Patrimoine du XXe siècle ». Il ne prend en compte que des édifices de moins de 100 ans à la date de labellisation, et qui ne sont pas protégés comme monuments historiques.
Au début 2024, la Dordogne compte 11 édifices ainsi labellisés.

## Liste
| Monument                                                         | Commune                            | Adresse                                             | Coordonnées                      | Notice     | Date | Illustration                              |
| ---------------------------------------------------------------- | ---------------------------------- | --------------------------------------------------- | -------------------------------- | ---------- | ---- | ----------------------------------------- |
| Maison Verdier                                                   | Beaumontois en Périgord            | Labouquerie                                         | 44° 46′ 20″ nord, 0° 46′ 03″ est | ACR0000983 | 2007 | Image manquante Téléverser                |
| Guinguette Barnabé                                               | Boulazac Isle Manoire              | 80 rue des Bains, Boulazac                          | 45° 11′ 13″ nord, 0° 44′ 29″ est | ACR0000984 | 2007 | Guinguette Barnabé                        |
| Maison Delanghe                                                  | Champcevinel                       | 20 rue du Majoral-Fournier                          | 45° 13′ 00″ nord, 0° 43′ 44″ est | ACR0000985 | 2015 | Image manquante Téléverser                |
| Musée national de Préhistoire                                    | Les Eyzies                         | 1 rue du Musée                                      | 44° 56′ 10″ nord, 1° 00′ 49″ est | ACR0000986 | 2020 | Musée national de Préhistoire             |
| Centre hospitalier Dujarric-de-la-Rivière                        | Périgueux                          | 80 avenue Georges-Pompidou                          | 45° 11′ 41″ nord, 0° 43′ 54″ est | ACR0000987 | 2007 | Centre hospitalier Dujarric-de-la-Rivière |
| Musée Vesunna                                                    | Périgueux                          | Parc de Vésonne 20 rue du 29e-Régiment-d'Infanterie | 45° 10′ 47″ nord, 0° 42′ 48″ est | ACR0001587 | 2020 | Musée Vesunna                             |
| Hôtel de ville                                                   | Rouffignac-Saint-Cernin-de-Reilhac | Place de la Mairie                                  | 45° 02′ 51″ nord, 0° 58′ 44″ est | ACR0000988 | 2015 | Image manquante Téléverser                |
| Cité-sanitaire de Clairvivre                                     | Salagnac                           |                                                     | 45° 19′ 13″ nord, 1° 13′ 33″ est | ACR0000989 | 2011 | Cité-sanitaire de Clairvivre              |
| Jardins de l'Imaginaire                                          | Terrasson-Lavilledieu              | place du Foirail                                    | 45° 07′ 36″ nord, 1° 18′ 13″ est | ACR0000990 | 2007 | Jardins de l'Imaginaire                   |
| Maison de l'architecte Jacques Bret et son agence d'architecture | Trélissac                          | 1 rue des Jacinthes                                 | 45° 11′ 31″ nord, 0° 44′ 28″ est | ACR0001672 | 2022 | Image manquante Téléverser                |
| Maison Grausse                                                   | Vézac                              | 412 voie Jérôme-Courty                              | 44° 50′ 31″ nord, 1° 10′ 29″ est | ACR0001648 | 2021 | Image manquante Téléverser                |